# Olivia Molina
Olivia Tirmarche Molina (ur. 25 września 1980 na Ibizie) – hiszpańska aktorka, znana za rolę w filmie Miłosna dieta oraz w serialach Al salir de clase oraz El Síndrome de Ulises. Jest córką Ángeli Molinay oraz francuskiego fotografa, Hervé Tirmarche. Jest wnuczką piosenkarza Antonia Molina. Jest w związku z Sergiem Mur.

## Filmografia

### Kino
| Rok  | Tytuł                          | Rola            |
| ---- | ------------------------------ | --------------- |
| 2001 | School Killer                  | María           |
| 2008 | Yo soy sola                    | Lina            |
| 2009 | Miłosna dieta                  | Sofia           |
| 2011 | Rzecz o mych smutnych dziwkach | Casilda Armenta |

### Telewizja
| Rok       | Tytuł                 | Rola          |
| --------- | --------------------- | ------------- |
| 2000-2001 | Al salir de clase     | Nadine        |
| 2005-2006 | A Tortas con la vida  | Mónica        |
| 2007-2008 | El Síndrome de Ulises | Reyes Almagro |
| 2008      | W pułapce miłości     | Maria         |
| 2008      | Física o química      | Verónica      |
| 2012      | Cienie Calendy        | Olivia        |
| 2014-2016 | Bajo sospecha         | Dr Belen      |